# Панинська
Па́нинська (рос. Панинская) — присілок у складі Верховазького району Вологодської області, Росія. Входить до складу Нижньо-Вазького сільського поселення.
Стара назва — Папинська.

## Населення
Населення — 6 осіб (2010; 15 у 2002).
Національний склад (станом на 2002 рік):
- росіяни — 100 %